# Andreas Oggenfuss
Andreas Oggenfuss (* 31. Januar 1978) ist ein ehemaliger Schweizer Sprinter, der sich auf den 400-Meter-Lauf spezialisiert hatte.
Bei den Leichtathletik-Hallenweltmeisterschaften 2004 in Budapest wurde er in der 4-mal-400-Meter-Staffel Vierter. Im Vorlauf stellte das Schweizer Quartett in der Besetzung Alain Rohr, Cédric El-Idrissi, Martin Leiser und Oggenfuss mit 3:09,04 min den aktuellen Schweizer Hallenrekord auf. 2004, 2008 und 2010 wurde er Schweizer Meister über 400 m.

## Persönliche Bestzeiten
- 400 m: 46,56 s, 3. Juli 2005, Bern
  - Halle: 47,22 s, 22. Februar 2004, Magglingen